# Gmach Wychowawczy Warszawskiej Gminy Starozakonnych

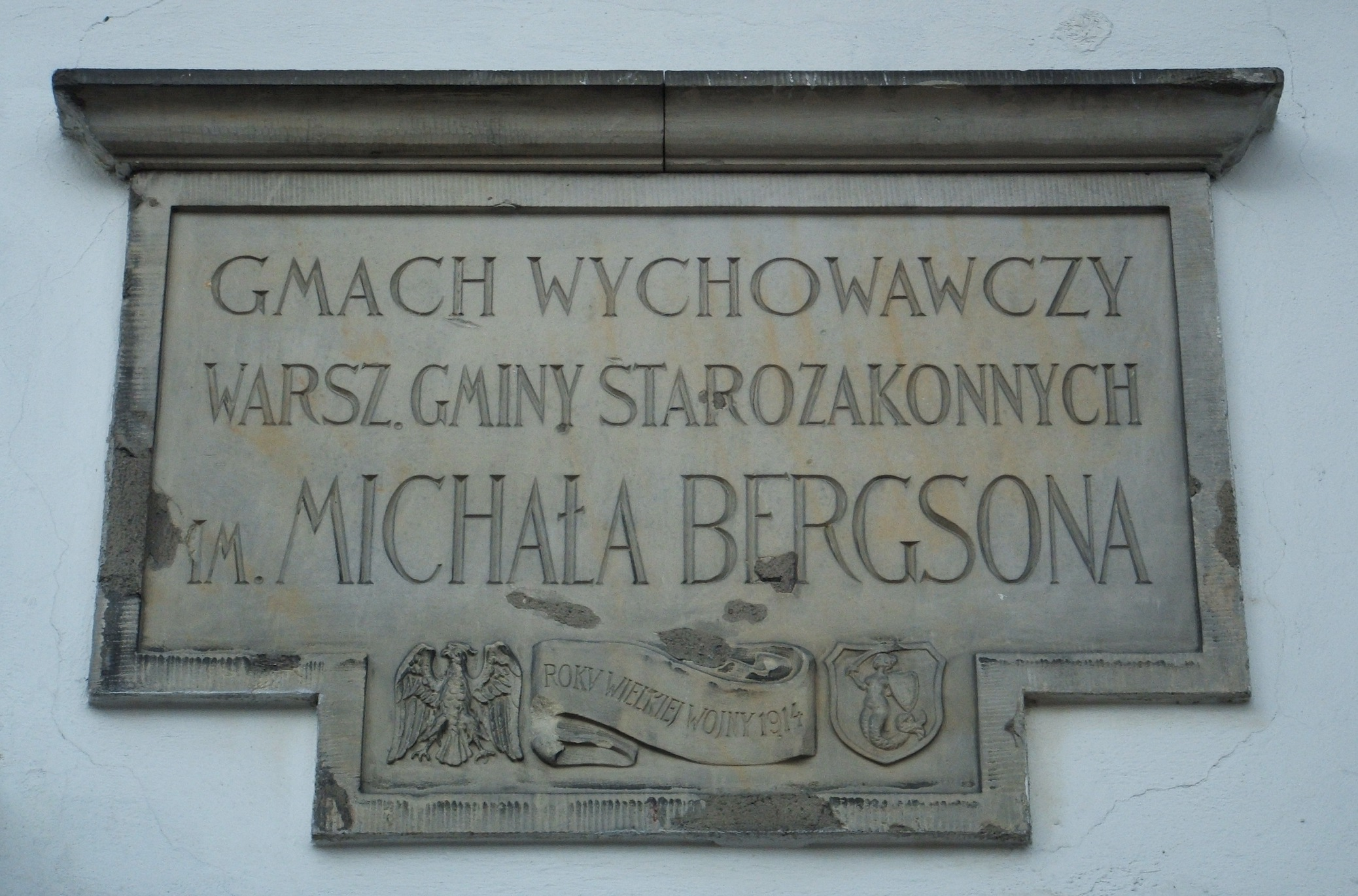
Tablica na budynku

Gmach Wychowawczy Warszawskiej Gminy Starozakonnych im. Michała Bergsona – zabytkowy budynek znajdujący się przy ulicy Jagiellońskiej 28 w warszawskiej dzielnicy Praga-Północ. Siedziba Teatru Baj i Przedszkola nr 163.

## Opis
Budynek został wzniesiony w latach 1911–1914 z inicjatywy ówczesnego przewodniczącego warszawskiej gminy żydowskiej Michała Bergsona. Projekt budynku wykonali żydowscy architekci Henryk Stifelman i Stanisław Weiss. Wewnątrz mieściły się ośrodki wychowawczo-oświatowe, takie jak ochronka dla dzieci, szkoła żydowska i in. W jednym z większych pomieszczeń znajdowała się synagoga dla personelu oraz wychowanków.
Budynek swoją oryginalną funkcję pełnił do 1940, kiedy wszyscy pracownicy oraz podopieczni zostali przesiedleni do getta warszawskiego. Po wojnie w jednym z pomieszczeń budynku znajdowała się siedziba Wojewódzkiego Komitetu Żydów w Polsce. W latach 1948–1950 synagoga została przebudowana i zaadaptowana na potrzeby Teatru Żydowskiego im. Estery Racheli Kamińskiej według projektu Eleonory Sekreckiej. 
Od 1954 siedziba Teatru Baj, który zajmuje główną część budynku od strony ul. Jagiellońskiej, czwarte piętro i poddasze. Główna sala widowiskowa na 180 miejsc znajduje się na pierwszym piętrze. W skrzydle południowo-wschodnim mieści się Przedszkole nr 163. 
Budynek jest własnością miasta. W 2010 został wpisany do rejestru zabytków. W latach 2018–2020 przeprowadzono gruntowny remont budynku.
Budynek zachował swój oryginalny wygląd i jest jednym z nielicznych idealnie zachowanych zabytków kultury żydowskiej w Warszawie. Na fasadzie głównej zachowała się oryginalna tablica z napisem: Gmach Wychowawczy Warszawskiej Gminy Starozakonnych im. Michała Bergsona.